# Rappresentazione dei numeri complessi

Rappresentazione grafica dei numeri complessi. L'asse Y mostra la parte immaginaria, l'asse X la parte reale del numero.

I numeri complessi hanno differenti rappresentazioni, tutte equivalenti. Essendo il campo dei numeri complessi {\displaystyle \mathbb {C} } isomorfo a {\displaystyle \mathbb {R} ^{2}}, ogni numero complesso è rappresentabile come un vettore nel piano complesso. Si tratta di scegliere il sistema di coordinate.

## Rappresentazione cartesiana
La rappresentazione cartesiana (o rettangolare) è quella più vicina alla definizione dei numeri complessi:
{\displaystyle z=a+ib}

con {\displaystyle a,b\in \mathbb {R} } e {\displaystyle i} l'unità immaginaria.
Questa non è altro che una generica combinazione lineare di elementi della base di {\displaystyle \mathbb {R} ^{2}}, {\displaystyle (1,0)=1} e {\displaystyle (0,1)=i} con coefficienti reali a, b.

## Rappresentazione polare
Usare la rappresentazione polare dei numeri complessi significa usare le coordinate polari {\displaystyle (\rho ,\theta )}
{\displaystyle z=\rho \left(\cos \theta +i\sin \theta \right)}
dove {\displaystyle \rho } è il modulo (positivo o nullo) del numero complesso, mentre {\displaystyle \theta } è la fase o argomento. Dato un numero complesso espresso in coordinate cartesiane {\displaystyle a+ib,} il modulo si ottiene banalmente come:
{\displaystyle \rho ={\sqrt {a^{2}+b^{2}}}}
Un rappresentante dell'argomento nell'intervallo {\displaystyle (-\pi ,\pi ]} può essere ottenuto a partire dalla funzione trigonometrica arcotangente come:
{\displaystyle \theta ={\begin{cases}\arctan({\frac {b}{a}}),&{\text{se }}a>0,\\\arctan({\frac {b}{a}})+\pi ,&{\text{se }}a<0{\text{ e }}b\geq 0,\\\arctan({\frac {b}{a}})-\pi ,&{\text{se }}a<0{\text{ e }}b<0,\\{\frac {\pi }{2}},&{\text{se }}a=0{\text{ e }}b>0,\\-{\frac {\pi }{2}},&{\text{se }}a=0{\text{ e }}b<0.\end{cases}}}
Ciò si rende necessario per ovviare al fatto che l'arcotangente fornisce valori ristretti a mezzo angolo giro (convenzionalmente nell'intervallo {\displaystyle (-\pi /2,\pi /2)} ), il che comporterebbe la perdita dell'informazione relativa al semipiano entro cui si colloca il numero complesso dato.
In generale, data la periodicità delle funzioni trigonometriche, non sussiste una corrispondenza biunivoca tra numeri complessi e rappresentazioni polari. È facilmente dimostrabile l'identità tra tutti i numeri espressi nella forma {\displaystyle (\rho ,\theta +2k\pi ),k\in \mathbb {Z} }, in virtù della quale lo spazio delle rappresentazioni polari risulta partizionato in classi di equivalenza: queste sono in corrispondenza biunivoca con i numeri complessi, eccezion fatta per lo 0, per il quale non è possibile individuare una rappresentazione univoca (ogni rappresentazione polare con {\displaystyle \rho =0} e {\displaystyle \theta } qualsiasi è una rappresentazione dello 0).

## Rappresentazione esponenziale
Usando la formula di Eulero o equivalentemente la definizione di esponenziale complesso, dalla rappresentazione polare discende direttamente la cosiddetta rappresentazione esponenziale:
{\displaystyle z=\rho (\cos \theta +i\sin \theta )=\rho e^{i\theta }.}
Questa è la notazione che viene più frequentemente utilizzata nelle applicazioni in cui modulo e fase abbiano un significato preminente rispetto a parte reale ed immaginaria (ad esempio per la descrizione dei fasori), e preferita alla rappresentazione polare per la maggior compattezza e per la maggior praticità nello svolgimento di operazioni di moltiplicazione (e conseguentemente di elevamento a potenza).

## Rappresentazione matriciale dei numeri complessi
Le rappresentazioni alternative del campo dei numeri complessi possono dare una migliore comprensione della loro natura.  Una rappresentazione particolarmente elegante interpreta ogni numero complesso come una matrice 2×2 di numeri reali che dilata/contrae e ruota i punti del piano.  La matrice ha la forma
{\displaystyle {\begin{pmatrix}a&-b\\b&\;\;a\end{pmatrix}}}
con a e b numeri reali.  La somma ed il prodotto di due tali matrici è ancora di questa forma.  Ogni matrice non nulla di questa forma è invertibile ed il relativo inverso è ancora di questa forma.  Di conseguenza, le matrici di questa forma sono un campo.  Di fatto, questo è esattamente il campo dei numeri complessi. Ciascuna di queste matrici può essere scritta come:
{\displaystyle {\begin{pmatrix}a&-b\\b&\;\;a\end{pmatrix}}=a{\begin{pmatrix}1&\;\;0\\0&\;\;1\end{pmatrix}}+b{\begin{pmatrix}0&-1\\1&\;\;0\end{pmatrix}}}
questa rappresentazione implica che il numero reale 1 va rappresentato con la matrice identità
{\displaystyle {\begin{pmatrix}1&\;\;0\\0&\;\;1\end{pmatrix}}}
mentre l'unità immaginaria i si rappresenta con la matrice
{\displaystyle {\begin{pmatrix}0&-1\\1&\;\;0\end{pmatrix}}}
che rappresenta una rotazione in senso antiorario di 90 gradi.  Si noti che il quadrato di questa matrice è effettivamente uguale alla matrice
{\displaystyle {\begin{pmatrix}-1&\;\;0\\0&\;\;-1\end{pmatrix}}}
che rappresenta il numero reale -1.
Il valore assoluto di un numero complesso espresso come matrice è uguale alla radice quadrata del determinante di quella matrice.  Se la matrice è considerata come la trasformazione di un punto nel piano, allora la trasformazione ruota i punti con un angolo uguale al coefficiente direzionale del numero complesso e scala il punto di un fattore uguale al valore assoluto del numero complesso.  Il coniugato del numero complesso z corrisponde alla trasformazione che
contrae/dilata i punti del piano del medesimo fattore di scala che 
z (il valore assoluto) e li ruota dello stesso angolo che l'argomento di z, ma nel senso opposto;  quest'operazione corrisponde alla trasposta della matrice che rappresenta z.
Una notazione analoga si ha per il corpo dei quaternioni.